# Roger Hverven
Trond Roger Hverven (født 15. marts 1944 i Oslo) var en norsk håndboldspiller som deltog under Sommer-OL 1972.
Han repræsenterede Oppsal IF. I 1972 var han en del af Norges håndboldlandshold som kom på en 9.- plads i den olympiske turnering. Han spillede fire kampe og scorede syv mål. Han spillede 52 kampe og scorede 56 mål for nroges håndboldlandshold mellem 1964 og 1973.